# Museum

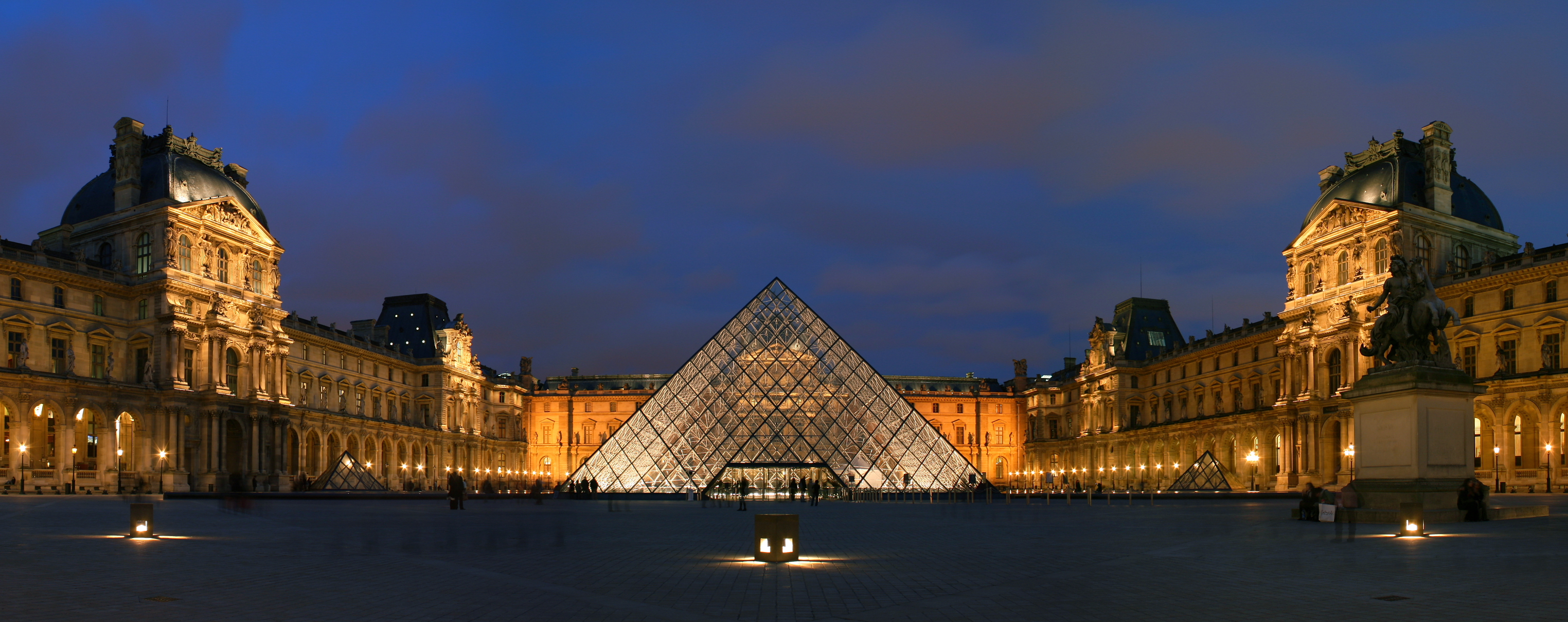
Das Musée du Louvre in Paris (2007)

Ein Museum (von altgriechisch μουσεῖον mouseîon, ursprünglich ein Heiligtum der Musen) ist eine gemeinnützige, auf Dauer angelegte, der Öffentlichkeit zugängliche Einrichtung im Dienste der Gesellschaft und ihrer Entwicklung, die zum Zwecke des Studiums, der Bildung und des Erlebens materielle und immaterielle Zeugnisse von Menschen und ihrer Umwelt beschafft, bewahrt, erforscht, bekannt macht und ausstellt.

## Definition
Ziel eines Museums ist, materielle und immaterielle Zeugnisse zu einem bestimmten Thema fachgerecht und dauerhaft aufzubewahren und Besuchern zugänglich zu machen. Bestände, die aus Platzmangel nicht dauerhaft gezeigt werden können, werden im Depot verwahrt.
Insbesondere seit den 1970er-Jahren haben sich Museen im deutschsprachigen Raum mehr und mehr als Lernorte zur Wissensvermittlung verstanden. Heute befindet sich der Begriff des Museums im Wandel, da zunehmend eine stärkere Kontextualisierung vor allem archäologischer und historischer Artefakte gefordert wird.
Meistens wird von den Besuchern ein Eintrittsgeld erhoben.
Im Juli 2023 haben die Nationalkomitees des internationalen Museumsverbandes – ICOM Belgien, ICOM Deutschland, ICOM Österreich und ICOM Schweiz eine allgemeingültige, deutsche Übersetzung der auf der außerordentlichen Generalversammlung beschlossenen, aktualisierten Museumsdefinition veröffentlicht:

„Ein Museum ist eine nicht gewinnorientierte, dauerhafte Institution im Dienst der Gesellschaft, die materielles und immaterielles Erbe erforscht, sammelt, bewahrt, interpretiert und ausstellt. Öffentlich zugänglich, barrierefrei und inklusiv, fördern Museen Diversität und Nachhaltigkeit. Sie arbeiten und kommunizieren ethisch, professionell und partizipativ mit Communities. Museen ermöglichen vielfältige Erfahrungen hinsichtlich Bildung, Freude, Reflexion und Wissensaustausch.“

## Etymologie
Das Wort Museum (altgriechisch μουσεῖον mouseîon) taucht zum ersten Mal in der hellenistischen Antike auf und bezeichnete ein Heiligtum der Musen. Das im 3. Jahrhundert v. Chr. gegründete Museion von Alexandria war eine der bedeutendsten Forschungseinrichtungen der Antike, ihm angegliedert war die Bibliothek von Alexandria.
Die Bezeichnung Museum taucht in der Renaissance wieder auf. Der Humanisten Paolo Giovio bezeichnet den Teil seines Hauses in Como, die seine Sammlung zeigte Musaeum. 1546 erscheint dazu der erste gedruckte Sammlungskatalog „Musaei Joviani Descriptio“ seiner privaten Gemälde.
Zumeist benutzte man zu dieser Zeit das Wort 'Museum' jedoch in Anlehnung an die Bibliothek von Alexandria für Bibliotheken, wie etwa der Kunsthändler Philipp Hainhofer bei seiner Beschreibung der Bibliothek des Kurfürsten von Sachsen.
Als allgemeiner Begriff fungiert die Bezeichnung erst seit dem ausgehenden 18. Jahrhundert für eine Institution mit einer öffentlichen Sammlung (neben Pinakothek oder Glyptothek).

## Geschichte

### Antike
Bereits die Ptolemäer und die Könige von Pergamon unterhielten große Kunstsammlungen. Der Tempel des Friedens (auch bekannt als Forum Pacis) in Rom, der von Kaiser Vespasian im Jahr 75 n. Chr. errichtet wurde, kann ebenfalls als eine der frühesten Formen eines Museums betrachtet werden. Er beherbergte eine Sammlung von Kunstwerken und Schätzen, darunter Beutestücke aus Jerusalem, die der Öffentlichkeit zugänglich gemacht wurden. Dies diente sowohl der Selbstdarstellung des Kaisers als auch der Vermittlung von Kultur und Geschichte.

### Neuzeit

#### Das Dresdner Stallgebäude

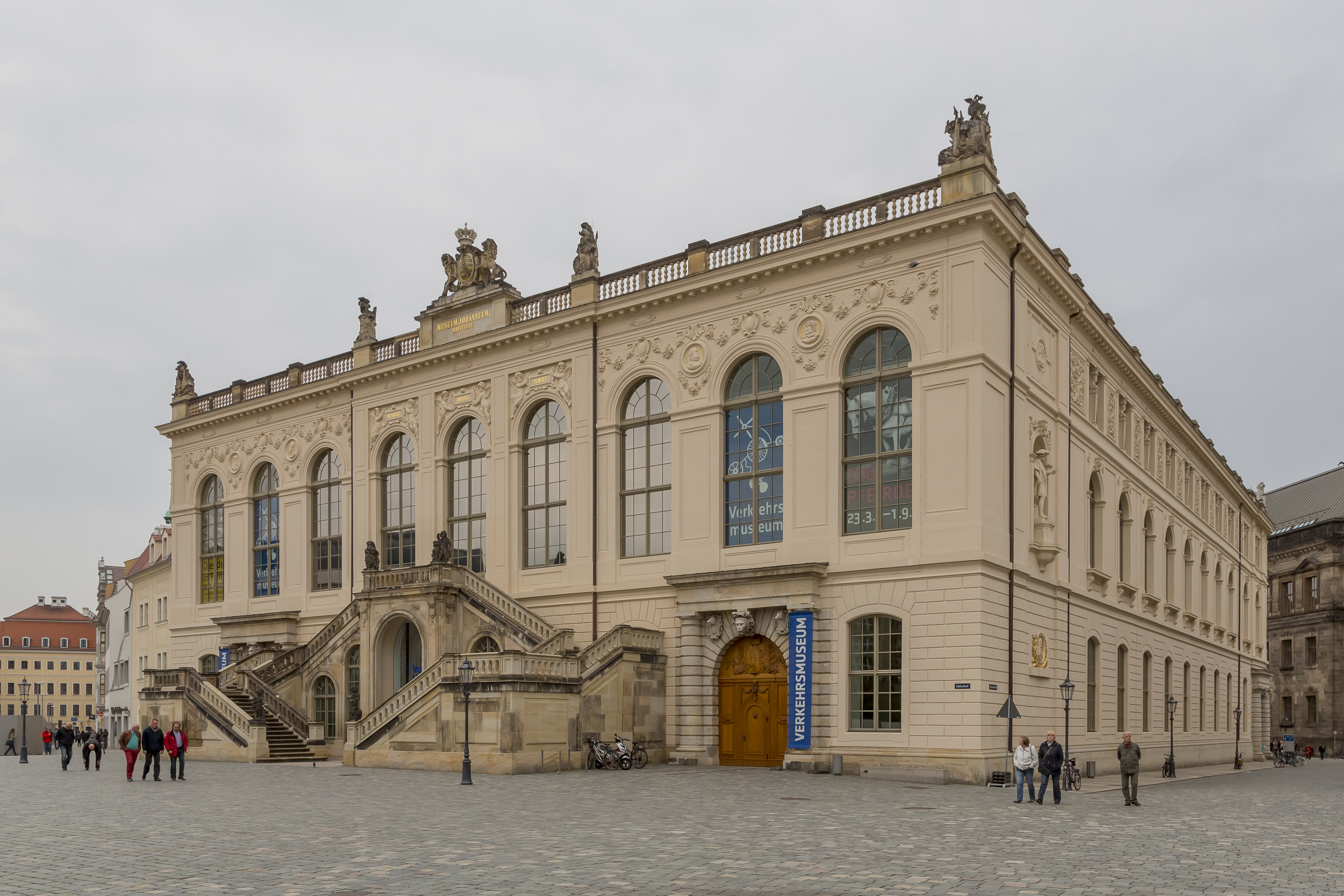
Das Gebäude des Dresdner Kurfürstlichen Stalls (1586–1588) in seiner heutigen Neo-Renaissance-Form

Das erste Museum der Neuzeit war das Renaissance-Stallgebäude „Kurfürstlicher Stall und Stallhof Dresden“ (später Johanneum genannt) in Dresden, erbaut zwischen 1586 und 1588. In diesem präsentierte der sächsische Kurfürst Christian I. nicht nur seine kostbaren 128 Elitehengste, sondern auch mehr als 50 geschnitzte Figuren von Pferden und Reitern, Schlitten, Waffen und historischen Rüstungen. In diesem Stallgebäude wurden von Anfang an Führungen angeboten, und der Stall wurde zudem bereits im ersten Reiseführer der Region im Jahr 1632 beschrieben.
Zum Zweck der Ausstellung, die bewusst auf das Thema der teuren Pferde der Reitkunst ausgerichtet war, wurden das Innere und Äußere des schlossartigen Stalls aufwendig bemalt. Ein Automat verteilte Willkommensgetränke, und mehr als 35 Räume wurden mit den Accessoires der Pferde dekoriert.

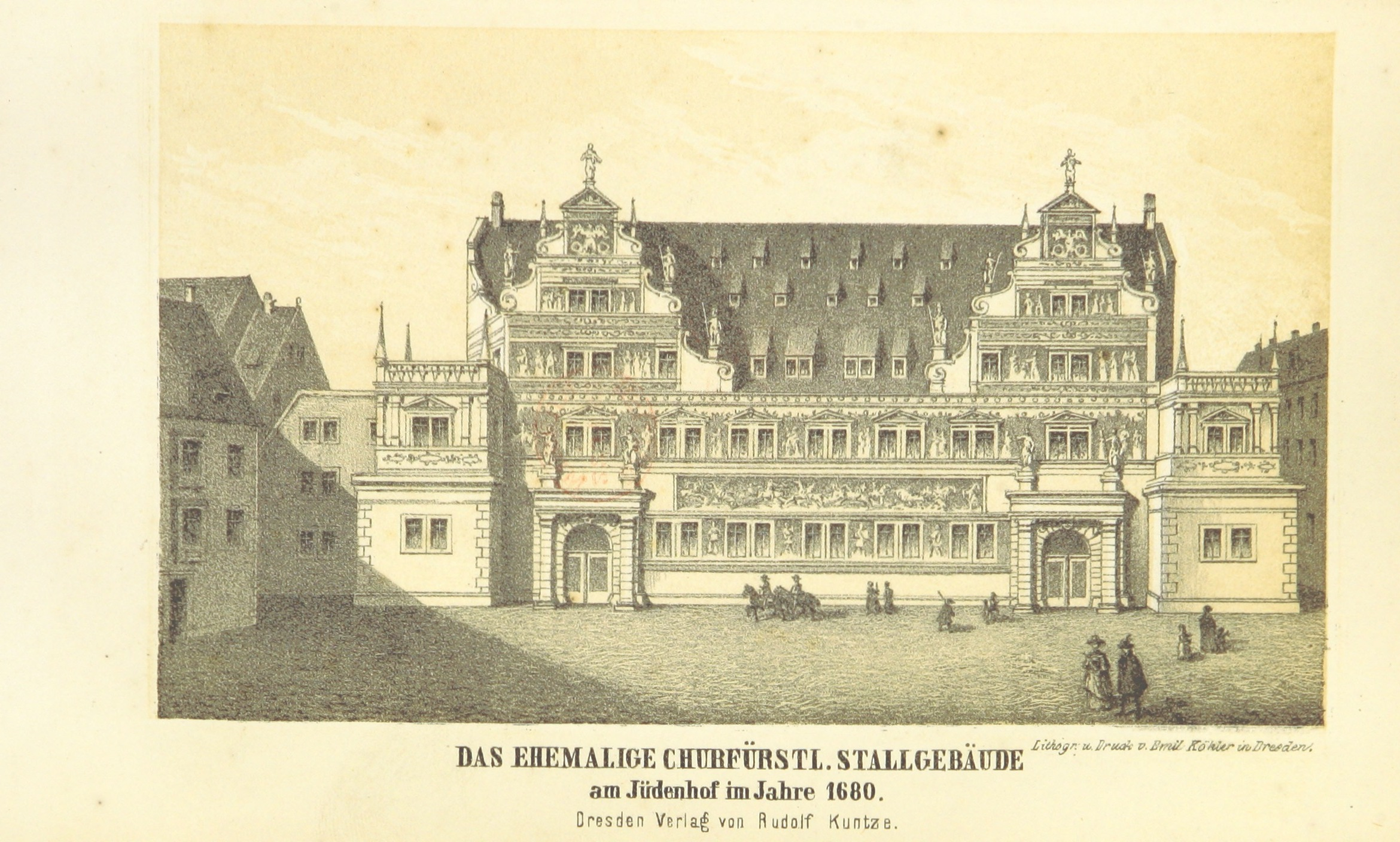
Der ursprüngliche Zustand des Dresdner Stallgebäudes in der Renaissance.

Dieses prunkvolle Pferdemuseum wurde durch die Ablehnung von Bildern im Zuge der Reformation motiviert. Es wurde jedoch begleitet von einer Ahnengalerie der Wettiner, die ebenfalls ab 1588 im Langen Gang in Dresden zu besichtigen war und zu der ein Führer erstellt wurde. Das Hauptaugenmerk lag jedoch auf den Pferden, während das Traktat 'Bedenken wie eine Kunstkammer aufzurichten sey' Christian I. ab 1587 zugänglich war.

#### Die Kunst- und Wunderkammern
Eine andere Art von Museen entstand aus privaten Sammlungen wohlhabender Einzelpersonen, Familien oder Institutionen, die Kunstwerke, seltene oder kuriose Naturgegenstände und Artefakte zusammentrugen. Diese Wunder- oder Kunstkammern des Adels oder kirchlicher Würdenträger oder speziellen privaten Kunstsammlungen waren anfänglich allerdings noch nicht dem Publikum, sondern lediglich limitierten Besuchern zugänglich.
Eine der ältesten Kunstkammern befand sich ab ca. 1560 in Schloss Ambras in Innsbruck. Eine weitere Kunstkammer befand sich in der 1558 und 1563 erbauten Wiener Hofburg, deren Fundamente im März 2013 wiederentdeckt wurden. Auch das Dresdner Residenzschloss enthielt ab ca. 1560 eine Kunstkammer, die in den noch heute bestehenden Dresdner Kunstsammlungen aufging.
Noch älter waren einige der Rüstkammern, wie etwa die Dresdner Rüstkammer aus dem 15. Jahrhundert, die ab 1588 im Dresdner Stallgebäude öffentlich zu besichtigen war.
Im 17. und 18. Jahrhundert entwickelten sich zudem an den größeren fürstlichen Höfen und im Vatikan bedeutende Sammlungen. Beispiele sind:
- Die Farnesischen Sammlungen.
- In Basel erwarb die Stadt 1661 eine vom Verkauf ins Ausland bedrohte private Sammlung, das Amerbach-Kabinett, und machte sie 1671 öffentlich zugänglich.
- 1688 eröffnete Johann Daniel Major in Kiel ein öffentliches natur- und kulturgeschichtliches Landesmuseum, das Museum Cimbricum.
- Spätestens ab 1705 ließ Kurfürst Johann Wilhelm von der Pfalz die Gemäldegalerie Düsseldorf als selbständigen Museumsbau errichten, nach dem Vorbild der Sammlungen der Medici, die 1739 in toskanischen Staatsbesitz übergingen.
- In Braunschweig wurde 1754 das Herzog Anton Ulrich-Museum eröffnet. Es war nach dem 1753/1759 eröffneten Britischen Museum das zweite öffentliche Museum der Welt, aber das erste öffentliche Museum des europäischen Kontinents.
- 1769 bis 1779 wurde in Kassel das Fridericianum errichtet.

Nach der Französischen Revolution entstanden ausgehend vom Louvre und dem Musée des Monuments français große, programmatisch der Öffentlichkeit zugänglich gemachte Museen. Im Zuge der Revolutionskriege und der Säkularisation wurden riesige Kunst- und Kulturbestände beweglich. Im frühen 19. Jahrhundert wurden bedeutende öffentliche Museen eingerichtet, so in München die für antike Kunst bestimmte Glyptothek sowie die Alte und Neue Pinakothek, in Berlin das Alte und das Neue Museum, das Germanische Museum in Nürnberg, die Neue Eremitage in Sankt Petersburg und das Kunsthistorische Museum in Wien. Seit der zweiten Hälfte des 19. Jahrhunderts nahmen auch die naturwissenschaftlichen und technischen Museen einen Aufschwung.
In einigen Städten im deutschen Sprachraum kam es im 19. Jahrhundert zu bürgerlichen Gründungen von Museen, beispielsweise das Städel-Museum in Frankfurt am Main. Vielfach sind Vereine auch mit speziellen oder regionalem Bezug tätig geworden, z. B. in Heimatmuseen oder Bergbaumuseen, darunter der Geschichts- und Museumsverein in Alsfeld, 1897.
Im 20. Jahrhundert wurden die Museen stark von politischen Ereignissen beeinflusst. So wurde in Deutschland die sogenannte entartete Kunst aus den Museen entfernt, während im Zweiten Weltkrieg in den von Deutschland besetzten Ländern erhebliche Mengen an Kulturgut konfisziert und nach Deutschland transportiert wurden. Zugleich wurden in ganz Europa Kunstgüter ausgelagert, um sie vor der Zerstörung zu bewahren. In der zweiten Hälfte des 20. Jahrhunderts wurde versucht, den Kontakt des Museums zum Publikum zu verbessern, um den sterilen Charakter der Präsentation aufzuheben.

#### Neue Museen
Heute trägt man mittels besonderer Formen wie dem Erlebnismuseum, Museen lebender Pferde, wie dem musee vivant du cheval in Chantilly, oder stärker kontextualisierten Museen dem gewandelten Besucherinteresse Rechnung.
Die nicht-kontextualisierte Ausstellung von archäologischen Funden wurde teils als 'inhuman' oder als 'Aufforderung zur Plünderung' bezeichnet.

## Funktionen, Aufgaben, Tätigkeiten, Schutz

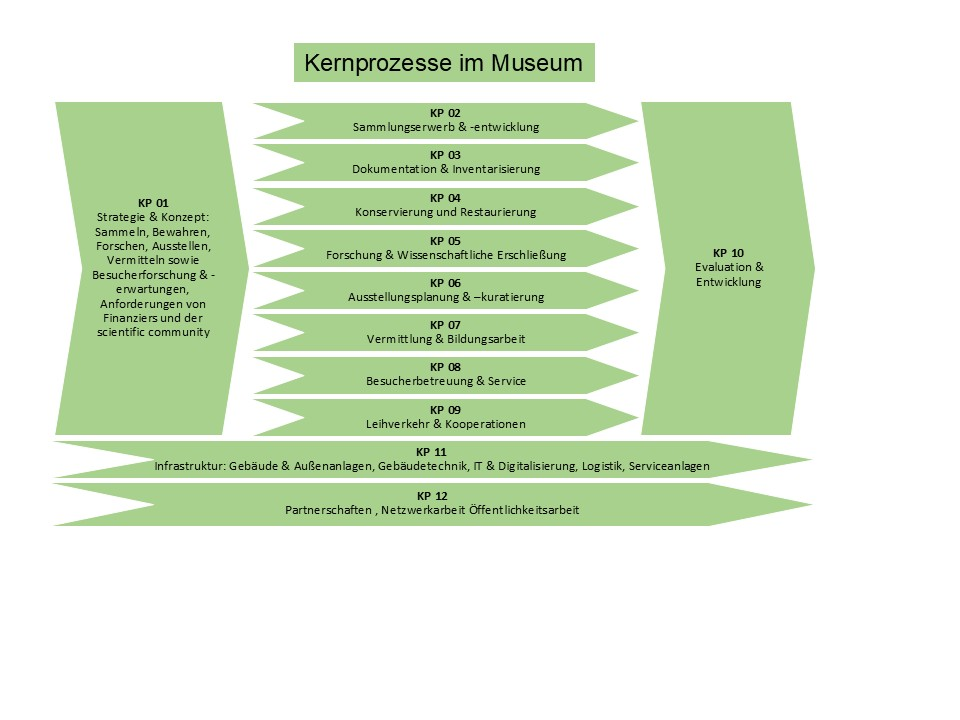
Prozesslandkarte der Kernprozesse im Museum

Die Kernaufgaben von Museen liegen im Sammeln, Bewahren, Forschen, Ausstellen und Vermitteln. Zugleich sind Museen Organisationen, die den Theorien der Arbeitswissenschaft und der Organisationstheorie zufolge komplex aufgestellt sind. Um ihre Aufgaben systematisch erfüllen zu können, greifen Museen auf ein Bündel ineinandergreifender Arbeits- und Geschäftsprozesse zurück, die sich den drei Prozessebenen Führungs‑, Kern- und Unterstützungsprozesse zuordnen lassen.
Zu den Führungsprozessen zählen Aufgaben der Steuerung etwa im Bereich der Strategie, der Konzeptentwicklung sowie der Organisationsentwicklung, aber auch der Personalführung, der Förderung der internen Qualifizierung und Weiterbildung oder der externen Kooperationen. Die Kernprozesse beziehen sich auf die unterschiedlichen Aspekte musealer Arbeit wie der Sammlungspflege, der Forschung, der Ausstellungsarbeit und der museumspädagogischen Vermittlungsarbeit. Die Unterstützungsprozesse beziehen sich dagegen auf die Administrations- und Verwaltungsaufgaben. Zu ihnen zählen etwa die Bewirtschaftung der Außenanlagen und der Gebäude, das Technikmanagement mit Sicherheits-, Präsentations- und Bürotechnik sowie der weitere administrative Bereich mit der Verwaltung, der Budgetverwaltung und Buchhaltung, der Dokumentation oder der Einkauf. Darstellen lässt sich dies als Prozesslandkarte, ein aus dem Qualitätsmanagement stammendes Instrument zur Darstellung von Geschäftsprozessen.
Neben der Museumspädagogik, der Restaurierung und Werterhaltung unterhalten sämtliche Museen Schausammlungen (ständige Ausstellungen) sowie sehr häufig Sonderausstellungen (auch mit Werken anderer Museen). Dabei dienen Museen nicht nur der Zugänglichkeit und dem Erhalt der Exponate, sondern beeinflussen auch deren Wahrnehmung als Kulturgut. In Museen die mit religiösen Objekten arbeiten werden nicht nur die Herkunft und die Erhaltung eines Objekts berücksichtigt, sondern auch dessen frühere Verwendung und Status. Religiöse oder heilige Gegenstände werden beispielsweise nach kulturellen Regeln behandelt. Jüdische Gegenstände, die den Namen Gottes enthalten, dürfen nicht entsorgt werden, sondern müssen begraben werden.
Weitere Aufgaben eines Museums können die Führung einer Studiensammlung oder eines Magazins sein. Manche Museen unterhalten zudem Bibliotheken oder Archive. Teilweise wird der Standpunkt vertreten, Museen respektive deren Kuratoren sollten auch in der Forschung tätig sein. Die Frage, ob Museen Teil eines öffentlichen, eines kulturellen oder insgesamt kollektiven Gedächtnisses sind, wird unter Historikern kontrovers diskutiert.
Das in Museen gespeicherte Kulturgut ist in vielen Ländern durch Naturkatastrophen, Kriege, terroristische Anschläge oder sonstige Notfälle bedroht. Dazu ist ein international wesentlicher Aspekt eine starke Bündelung vorhandener Ressourcen sowie die Vernetzung vorhandener Fachkompetenzen, um den allfälligen Verlust oder die Beschädigung von Kulturgut zu verhindern bzw. Schäden so gering wie möglich zu halten. Internationaler Partner für Museen ist dabei gemäß der Haager Konvention zum Schutz von Kulturgut von 1954 und deren 2. Protokoll von 1999 Blue Shield International. Aus rechtlichen Gründen gibt es international gesehen viele Kooperationen zwischen Museen, Bibliotheken und Archiven einerseits und den lokalen Blue-Shield-Organisationen andererseits.
Umfangreiche Missionen durch Blue Shield zum Schutz von Museen und Kulturgütern in bewaffneten Konflikten gab es zum Beispiel 2011 in Ägypten und Libyen, 2013 in Syrien und 2014 in Mali bzw. im Irak. Insbesondere für Krisengebiete werden dabei „No Strike Listen“ erstellt, um Museen vor Luftschlägen zu schützen.

## Museologie, Museumskunde, Museographie
Gegenstand der Museologie ist nicht das Museum, auch wenn dies naheliegen mag. Museologie ist im echten Sinne eine Wissenschaft, die sich mit dem Phänomen der Musealität befasst. Hierbei steht die Frage im Mittelpunkt, ob und in welchem Umfang ein Objekt Bedeutungsträger für seine Umwelt ist. Von zentralem Interesse ist dabei das Beziehungsgeflecht, in dem ein Objekt wahrgenommen wird. Dies gilt sowohl für den Ursprungs- und Verbringungskontext des Objektes, wie auch für Konnotationen, die das Objekt bzw. dessen Bild durch den Wissens- und Erfahrungshintergrund des Betrachters erhält.
Von praktischer Relevanz sind die Erkenntnisse der Museologie vor allem für die Analyse und Ausgestaltung der objektgebundenen Kommunikation zwischen Ausstellungsmacher und Besucher. Als Begründer der Museologie können Samuel Quiccheberg und Johann Daniel Major gelten. Die moderne Museologie etablierte Zbynek Z. Stránský (Brno/Brünn). Fortgeführt und ausgeweitet wurden seine Arbeiten im deutschsprachigen Raum u. a. durch Friedrich Waidacher (Graz), dessen Handbuch für Allgemeine Museologie als eines der Standardwerke für die moderne Museologie gilt.
Museologie wird in Europa vor allem im Vereinigten Königreich und in den Niederlanden sowie in Finnland, Tschechien und Kroatien gelehrt. In Deutschland wurde im Herbst 2010 die Professur für Museologie von Guido Fackler an der Julius-Maximilians-Universität Würzburg eingerichtet. Hier werden der Bachelorstudiengang Museologie und materielle Kultur und die Masterstudiengänge Museumswissenschaft/Museum Studies, Museum und alte Kulturen/Museum and Ancient Cultures und Sammlungen – Provenienz – Kulturelles Erbe angeboten. Des Weiteren besteht für qualifizierte Studierende im Promotionsstudiengang Museumswissenschaft/Museum Studies die Möglichkeit, in einem museologischen Forschungsfeld zum Doktor der Philosophie zu promovieren. In Leipzig gibt an der HTWK den Bachelorstudiengang Museologie.
Im Gegensatz zur Museologie im engeren Sinne beschäftigt sich die, z. B. an der HTW Berlin gelehrte Museumskunde mit museumspraktischen Fragen. Des Weiteren gibt es einen Masterstudiengang Museumsmanagement und -kommunikation (ebenfalls HTW Berlin). In der Schweiz gibt es einen Nachdiplomkurs Museumspraxis mit dem Titel Certificate of Advanced Studies an der Hochschule in Chur.
Unter Museographie schließlich versteht man museale Inszenierungskunst. Hierbei handelt es sich um die Umsetzung der Szenographie auf die museale Ausstellung.

## Museumspädagogik, Vermittlung im Museum
Die Wissenschaft und Lehre von der Vermittlung des Sammlungsgutes ist die Museumspädagogik.

## Museen als Veranstaltungsraum

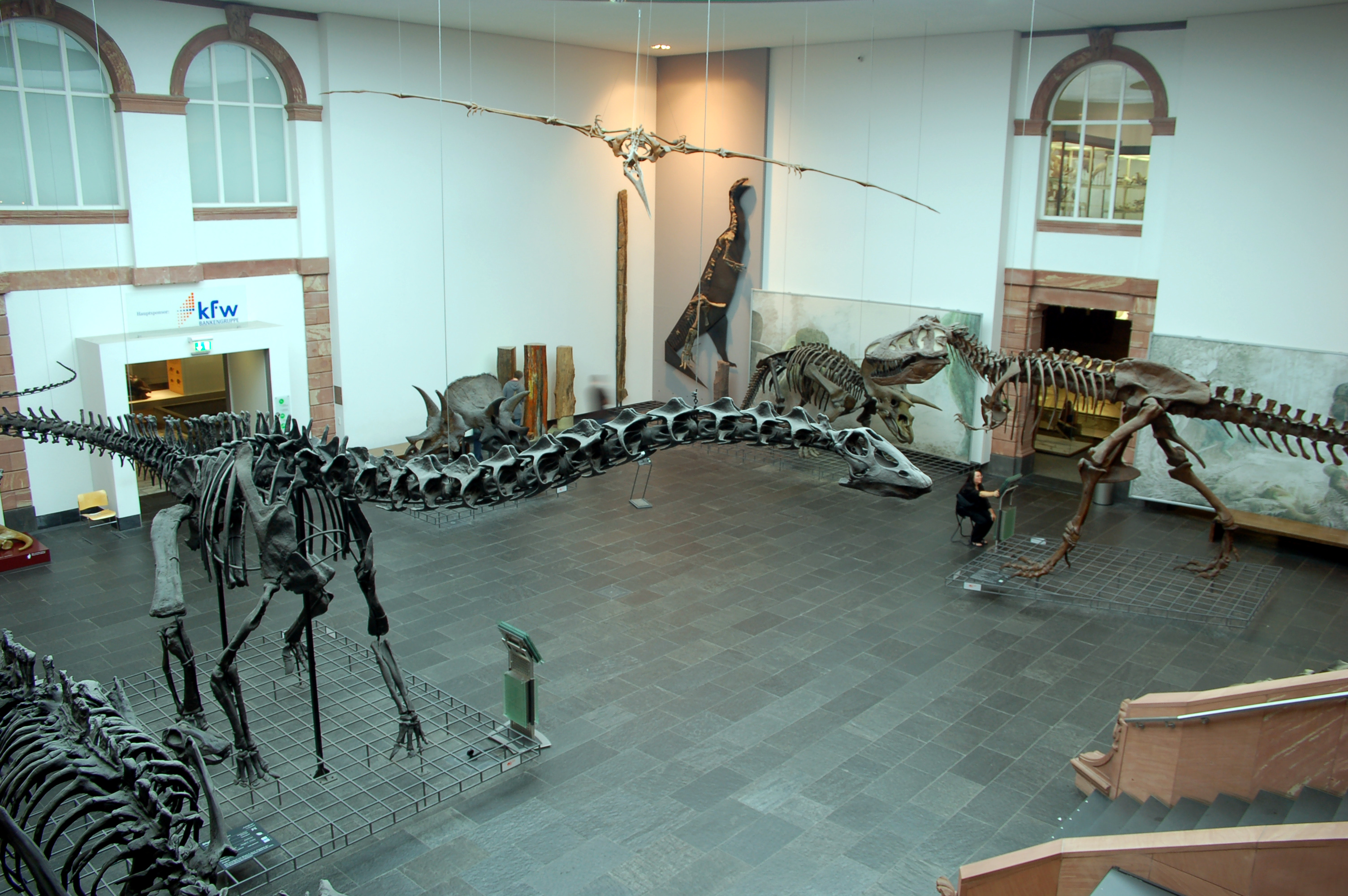
Der Dinosaurier-Lichthof
des Senckenberg Naturmuseums
im Frankfurter Westend

Museen werden auch als Orte für Veranstaltungen verwendet, die in einem außergewöhnlichen Rahmen stattfinden sollen. Gründe für die Museen sind der Brückenschlag zu der Thematik des Museums ansonsten eher fernstehenden Personen und die Erschließung zusätzlicher Einnahmequellen für die eigene Arbeit.

## Messen
- Exponatec Cologne (Köln)[25]
- Mutec – Internationale Fachmesse für Museums- und Ausstellungstechnik (Leipzig)[26]
- Museum Connections (Paris)[27][28]
- Cultura Suisse (Bern)[29][30]

## Museen nach Museumsarten

### Museumsarten
Das Institut für Museumsforschung unterscheidet zwischen neun Museumsarten:
1. Volkskunde- und Heimatkundemuseen: Orts- und Regionalgeschichte, Volkskunde, Heimatkunde, Freilichtmuseen
2. Kulturgeschichtliche Museen: Kunstmuseen, Film, Fotografie, Religions- und Kirchengeschichte, Kirchenschätze, sakrale Kunst, Völkerkunde, außereuropäische Ethnologie, Kindermuseen, Spielzeug, Musikgeschichte, Brauereiwesen und Weinbau, Literaturgeschichte, Feuerwehr, Musikinstrumente, Theater, weitere Spezialgebiete
3. Naturwissenschaftliche und technische Museen: Technik, Verkehr, Bergbau, Hüttenwesen, Chemie, Physik, Astronomie, Technikgeschichte, Humanmedizin, Pharmazie, Industriegeschichte, andere zugehörige Wissenschaften
4. Kunst und Architekturmuseen: Designmuseen, Architektur, Kunsthandwerk, Keramik und Glas
5. Historische und archäologische Museen: Historie (nicht traditionelle Ortsgeschichte), Gedenkstätten (nur mit Ausstellungsgut), Personalia (Historie), Archäologie, Ur- und Frühgeschichte, Militaria
6. Naturkundliche Museen: Zoologie, Botanik, Veterinärmedizin, Naturgeschichte, Geowissenschaften, Paläontologie, Naturkunde
7. Schloss- und Burgmuseen: Schlösser und Burgen mit Inventar, Klöster mit Inventar, historische Bibliotheken
8. Sammelmuseen mit komplexen Beständen: Mehrere Sammlungsschwerpunkte aus den Bereichen 1–7
9. Mehrere Museen in einem Museumskomplex: Mehrere Museen mit unterschiedlichen Sammlungsschwerpunkten, die im selben Gebäude untergebracht sind.

Darüber hinaus gibt es unterschiedliche Vorschläge über weitere Kategorien.

### Universitätsmuseen
Ein Museum, das Teil einer Universität ist, wird auch Universitätsmuseum genannt. Meist wird dort die Geschichte der jeweiligen Universität dargestellt und entsprechende Exponate gezeigt. Zu den bekanntesten solcher Universitätsmuseen in Deutschland zählen das Museum der Ruprecht-Karls-Universität Heidelberg oder das „Uniseum“ der Universität Freiburg. Ein anderes Konzept verfolgt das 2006 gegründete, dezentrale Museum der Universität Tübingen. Das vor allem wissenschaftsgeschichtlich und kulturwissenschaftlich ausgerichtete MUT will die besondere Bedeutung der Forschungs-, Lehr- und Schausammlungen Tübingens in temporären, interdisziplinären und forschenden Ausstellungen vermitteln. Damit sollen die lange Geschichte, große Vielfalt sowie außergewöhnliche Vollständigkeit und Qualität der wissenschaftlichen Sammlungen der Universität Tübingen unterstrichen und in einen neuen, wissensorientierten Kontext gestellt werden.

### Digitale Museen
Digitale Portale können unterschiedliche Funktionen besitzen, zum Beispiel erlauben Museumsportale im Internet die weitergehende Recherche nach Museen. Darüber hinaus gibt es Informationsportale, die die Recherche in Museumssammlungen ermöglichen. Zudem gibt es Ansätze rein digitaler Museen oder virtueller Museen, wie das Virtuelle Landesmuseum Mecklenburg-Vorpommern, die also primär das Ausstellungsmedium in den digitalen Raum überführen.

### Weitere Museen
Eine besondere Rolle spielen Sammlermuseen, Privatmuseen, kirchliche Museen und Firmenmuseen. Sie erhalten und präsentieren die historischen Sammlungen z. B. von Institutionen, Betrieben oder Konzernen. Sie sollen mit ihrer Öffentlichkeitsarbeit auch das Bild der Institution in der Öffentlichkeit beeinflussen.
In einem Konzept des museum of ideas geht es – statt der Gegenstände – um Ideen und Konzepte. Es dient außerdem als Ort der Diskussion und des thematischen Austausches.

### Grünes Museum
Nach den ersten Diskussionen in den Museen über ökologische Nachhaltigkeit in den 1990er Jahren begann die Bewegung der grünen Museen (Green Museum) zunächst in Wissenschafts- und Kindermuseen. Als Grünes Museum wird eine Einrichtung bezeichnet, die Konzepte der Nachhaltigkeit in seinen Betrieb, sein Programm und seine Gebäude einbezieht. Dabei werden die Sammlungen auch für Museumsaktivitäten genutzt, die die Öffentlichkeit über die natürliche Umwelt aufklären.

### Jüdische Museen im deutschsprachigen Raum
In Deutschland gibt es eine besonders große Anzahl jüdischer Museen. Dies hängt mit der Geschichte des Nationalsozialismus und dem Holocaust zusammen. Die versuchte Ermordung aller Juden (unter anderen diskriminierten Gruppen) hat dazu geführt, dass Mahnmale und Erinnerungskultur einen besonderen Stellenwert in Deutschland haben.
Das erste jüdische Museum im deutschsprachigen Raum nach dem Zweiten Weltkrieg war jedoch in Basel, in der Schweiz. Das Jüdische Museum der Schweiz eröffnete in 1966. Die ersten jüdischen Museen in Deutschland waren das Jüdische Museum Augsburg (Eröffnung 1985) und das Jüdische Museum Frankfurt (1988). Es folgten zahlreiche weitere Museen; die Liste jüdischer Museen gibt eine Übersicht davon.

## Museen in deutschsprachigen Ländern
- Museen in Deutschland
  - Nach Bundesländern:
    - Museen in Baden-Württemberg
    - Museen in Bayern
    - Museen in Berlin
    - Museen in Brandenburg
    - Museen in Bremen
    - Museen in Hamburg
    - Museen in Hessen
    - Museen in Mecklenburg-Vorpommern
    - Museen in Niedersachsen
    - Museen in Nordrhein-Westfalen
    - Museen in Rheinland-Pfalz
    - Museen im Saarland
    - Museen in Sachsen
    - Museen in Sachsen-Anhalt
    - Museen in Schleswig-Holstein
    - Museen in Thüringen

  - Nach Themen
- Museen in Österreich
- Museen in der Schweiz
- Museen in Südtirol

## Siehe auch

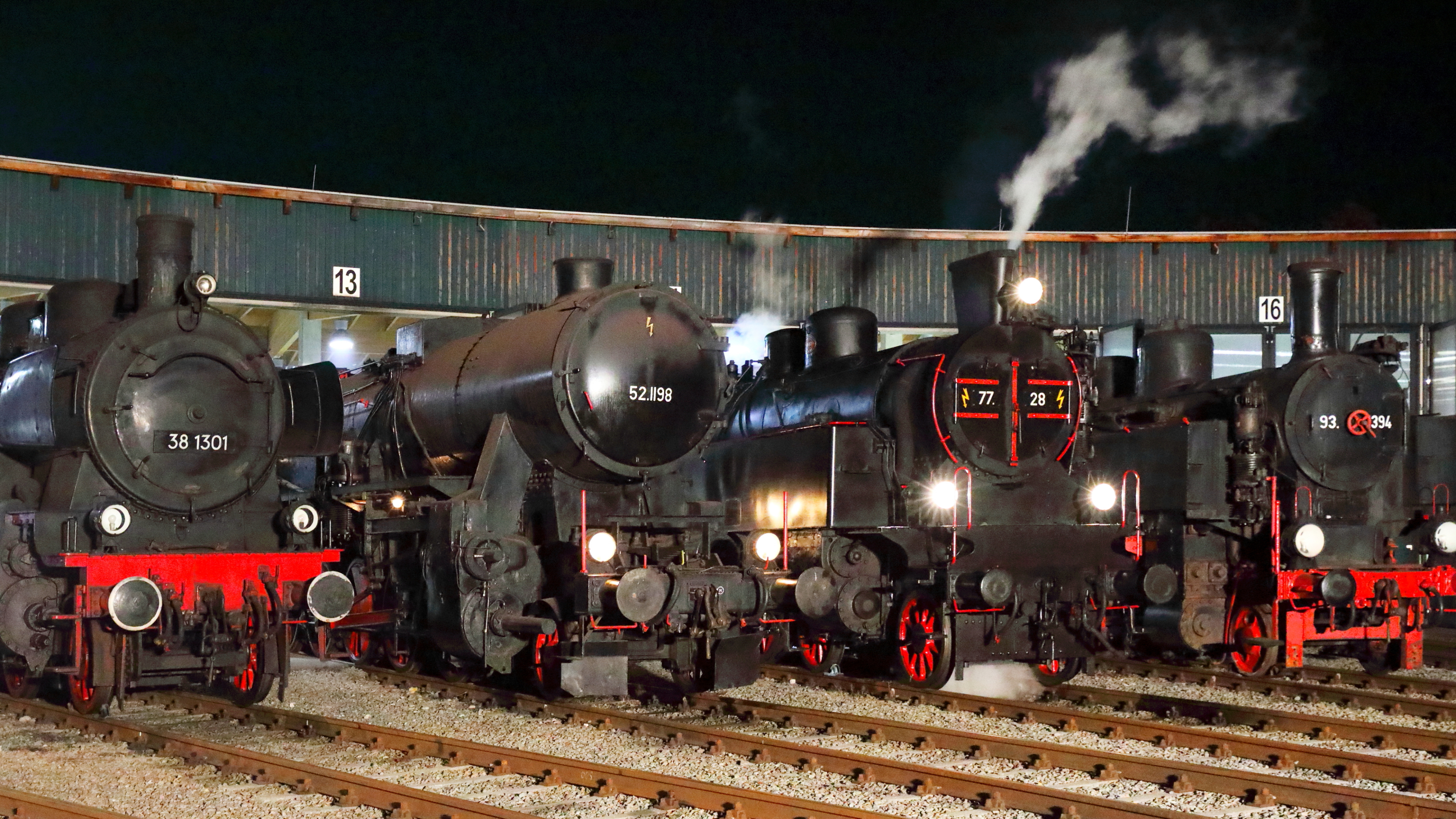
Dampflokomotivenparade bei der 21. Langen Nacht der Museen vor dem Ringlokschuppen des Eisenbahn- und Bergbaumuseums in Ampflwang

## Dokumentarfilme und Reportagen
- Museen der Welt. Deutschland 1979–1988.[37]
- Bayerisches Heimatmuseum. Deutschland 2000–2013.[38]
- Unterwegs im Museum (Stories from the Vaults). USA 2007–2009.[39]
- Museumsbusiness. Frankreich 2008.[40]
- Mit Milbergs im Museum. Deutschland 2010–2015.[41]
- Mysterien im Museum (Mysteries at the Museum). USA seit 2010.[42]
- Museums-Check mit Markus Brock. Deutschland seit 2010.[43]
- Eine Nacht im Museum (Museum Secrets). Kanada 2011–2013.[44]
- Faszination Museum. Deutschland 2013.[45]
- Das große Museum – Regie: Johannes Holzhausen: Über das Kunsthistorische Museum in Wien, A 2014
- National Gallery, Regie: Frederick Wiseman, Frankreich, Vereinigte Staaten, Vereinigtes Königreich 2014
- Museum Diaries. Kanada 2014–2015[46]
- Museum Men. USA 2014–2015.[47]
- Abenteuer Museum. Deutschland 2014–2018.[48][49]
- Museum Access. USA seit 2017.[50]
- The Art of Museums (Alternativtitel: La magie des grands musées / Magie der Museen). Deutschland 2018.[51]
- Allein im Museum. Deutschland seit 2020.[52]
- Secrets of the Museum. Vereinigtes Königreich seit 2020.[53]
- Die Geschichte des Museums: Von der Wunderkammer zum Wahrzeichen. Deutschland 2021.[54]
- Archiv der Zukunft, AT 2023, 92 Min., Regie & Kamera: Joerg Burger[55]